# 河口湖ショッピングセンター ベル
河口湖ショッピングセンターベル（かわぐちこショッピングセンターベル）は、山梨県南都留郡富士河口湖町船津2986にあるショッピングセンター。河口湖ショッピングセンター株式会社と河口湖商業開発株式会社が共同で運営している。

## 歴史
1987年（昭和62年）11月12日、ヤオハンを核店舗として開店した。3階には1スクリーン90席のビデオシアター（映画館）である河口湖ベルシアターも開館している。1997年（平成9年）にはヤオハン倒産の影響を受けて、5月にはダイエーグループのセイフー（現・グルメシティ関東）に営業譲渡された。郡内地方唯一の映画館だった河口湖ベルシアターは施設全体の買い物客を増やす効果があったが、2006年（平成18年）4月2日に閉館した。これは配給元のソニー・シネマチックが事業から撤退することが理由である。河口湖ベルシアター自体の採算は悪くなく、『ドラえもん のび太の恐竜2006』を上映した最終日は満席になる回もあった。
2012年（平成24年）5月20日にはグルメシティが撤退。同年7月4日、1階部分にスーパーマーケットのセルバ河口湖BELL店が開店し、ライフスタイルセンターとしてリニューアルしている。12月までに3階に100円ショップのザ・ダイソー、ゲームセンターのアミュージアム、写真館のスタジオアリスが出店した。2013年（平成25年）2月20日、2階に総合衣料品店のパシオスが開店した。

### 年表
- 1987年（昭和62年）11月 - ヤオハンを核店舗として開店。
- 1997年（平成9年）5月 - ヤオハンが撤退、ダイエーグループのセイフー（現・グルメシティ関東）に営業譲渡。
- 2000年（平成12年） - セイフーがグルメシティに名称変更。
- 2006年（平成18年）4月2日 - ビデオシアターの河口湖ベルシアターが閉館[3]。
- 2012年（平成24年）5月 - グルメシティ撤退。
- 2012年（平成24年）7月 - 1階にセルバ河口湖BELL店が開店。
- 2012年（平成24年）10月 - 3階にスタジオアリスLiPi河口湖ベル店が開店。
- 2012年（平成24年）12月 - 3階にザ・ダイソー河口湖ベル店、アミュージアム河口湖店が開店。
- 2013年（平成25年）2月 - 2階にパシオス河口湖店が開店。
- 2013年（平成25年）4月 - 1階にココカラファイン河口湖BELL店が開店。

## フロア構成
- 地下：ホワイト急便
- 1階：食料品フロア
  - セルバBELL河口湖店
- 2階：ファッションフロア
  - パシオス
- 3階：生活関連のフロア
  - ダイソー
- 主な専門店街
  - ミスタードーナツ
  - ココカラファイン
  - ほけんの窓口
  - スタジオアリス
  - アミュージアム
  - 小学館幼児教室 ドラキッズ

## 店舗概要
- 開店日：1987年11月12日
- 店舗構造：地上3階・地下1階建て
- 営業時間：10:00 - 20:00[4]
- 駐車台数：約920台